# آيت بولمان (تيزي نيسلي)
آيت بولمان هي إحدى مشيخات المملكة المغربية، تتبع جغرافيا لإقليم بني ملال وإداريًا لتيزي نيسلي. يقدر عدد سكانها بـ 7123 نسمة حسب الإحصاء الرسمي للسكان والسكنى لسنة 2004.